# Jacques Pirmolin
Jacques Pirmolin (Hollogne-aux-Pierres, 27 juni 1928 - 5 maart 2011) was een Belgisch politicus voor de PSC.

## Levensloop
Pirmolin studeerde rechten aan de Universiteit Luik. Vervolgens ging hij twee tankstations beheren; het ene in Grâce-Hollogne en het andere in Embourg. 
Hij werd politiek actief voor de PSC en was voor deze partij van 1959 tot 1965 gemeenteraadslid van Hollogne-aux-Pierres. Tevens was hij van 1961 tot 1994 provincieraadslid van Luik en van 1965 tot 1981 gedeputeerde van de provincie onder provinciegouverneurs Pierre Clerdent en Gilbert Mottard. Van 1982 tot 1994 was Pirmolin gemeenteraadslid van Grâce-Hollogne.
In  1974 en 1977 werd hij rechtstreeks verkozen tot lid van de Belgische Senaat voor het arrondissement Luik, maar hij besloot beide keren om het mandaat niet op te nemen.
Zijn dochter Vinciane Pirmolin trad in zijn politieke voetsporen.